# Ansonia glandulosa
Espèce
Statut de conservation UICN

 LC  : Préoccupation mineure
Ansonia glandulosa est une espèce d'amphibiens de la famille des Bufonidae.

## Répartition
Cette espèce est endémique de la province de Sumatra du Sud en Indonésie. Elle se rencontre dans le kabupaten de Musi Rawas.

## Publication originale
- Iskandar & Mumpuni, 2004 : A new toad of the genus Ansonia (Amphibia, Anura, Bufonidae) from Sumatra, Indonesia. Hamadryad, vol. 28, no 1/2, p. 59-65.